# Agócs Gergely
Agócs Gergely (Érsekújvár, 1969. október 27. –) felvidéki származású népzenész, népzenekutató, érdemes művész.

## Élete
Gyermekkora legnagyobb részét nagyszüleinél, Füleken és környékén töltötte. A népzene iránti érdeklődése is itt bontakozott ki. 1987-ben a losonci Építőipari Középiskola földmérő-térképész szakán érettségizett. Egyetemi évei óta Magyarországon él. Felesége, Pulen Csilla 1992-ben szerzett tanári diplomát a pozsonyi egyetemen, magyar nyelv és irodalom–történelem szakpáron, történelemből doktorált. Három gyermekük van: Márton (1995, szintén népzenész), Julianna (1997) és István (2000). 2001. október 1-jétől a budapesti Hagyományok Háza budai központjában dolgozik mint a Népművészeti Műhely (Közművelődési Tár) vezetője.

## Tanulmányai, munkássága
Tizenhat évesen, 1985-ben ment el először népdalt gyűjteni, és azóta kb. 750 órányi felvételt sikerült rögzítenie. A gyűjtések légköre alakította ki benne a késztetést a folklórban való elmélyülésre, a nóták, a táncok megtanulására, a hangszeres muzsikálásra. 1987-ben a kassai Csámborgó Zenekar tagjaként kezdett el zenélni. 1988-tól van kapcsolatban az MTA ZTI-vel. 1990-ben egyik alapító tagja volt a Szlovákiai Magyar Folklórszövetségnek, s itt a népzenei szekció munkáját irányította mindaddig, amíg ehhez megvoltak a szükséges keretek, azaz 1996 őszéig. 1990–1992 között a pozsonyi Szőttes Kamara Néptáncegyüttes énekes-hangszeres szólistája volt. 1993-ban elnyerte a Népművészet Ifjú Mestere díjat. Ezek után az éneklés mellett megtanult dudán játszani és zenész lett. A dudán kívül furulyázik, tárogatózik, bizonyos szinten klarinétozik és hegedűn is játszik. Remek népi furulyagyűjteménye van.
1997-ben szerezte diplomáját az ELTE BTK néprajz szakán. Szakdolgozatát folklorisztikából írta „Egy szürke meg egy hamuszín galamb – A hagyományos szellemi kultúra egy nógrádi magyar pásztor életében” címmel. Az akkor 80 éves Pál Pista bácsiról, az „utolsó magyar dudásról” szól, aki egyik példaképe, mestere, „fogadott nagyapja”. Az egyetem elvégeztével az MTA Zenetudományi Intézetében helyezkedett el mint népzenekutató. Összehasonlító folklorisztikából doktorált, az egyetem PhD-programjának keretében. A Hegedős együttes (ma Fonó Zenekar) tagjaként hivatásos zenész. Most is itt zenél, de elindult önálló utakon is, előadói estjein az énekelt és a hangszeres népzene mellett magyar népmeséket is szokott mondani. 1999 márciusától 2000 nyaráig vezette a Fonó Budai Zeneház „Utolsó Óra” népzenegyűjtő programját.
2000 szeptemberében tíznapos gyűjtőutat szervezett az észak-kaukázusi balkárok és karacsájok körében, és gyűjtései között a magyar mellett szlovák, ruszin, gorálok–lengyelek, cigányok, románok, horvátok, udmurtok, komik, nogajok, baskírok és kabardok folklóranyaga is szerepel. 1992 óta szerepel magyarországi népzenei antológiákon (Táncháztalálkozó lemezek stb.), 1998-tól pedig zenekarával több lemezt is kiadott, ezek többségének zenei szerkesztése az ő feladata volt.
A Kossuth Rádió népzenei műsoraiban is rendszeresen szerepel, szakértőként előadásokat tart. Népzenei oktatást végez általános- és középiskolákban, szakkört is vezet. A Füleki vár délköszöntő tárogatója az ő játékát süvölti nap mint nap a városkára, Krasznahorka vára kuruc hangulatát árasztva.
2013. november 22-én az m1 televízió Életművész és 2014. április 2-án a Kossuth Rádió Arcvonások című műsorában mutatta be munkásságát.

## Tudományos publikációi
- Bevezetés. in: Varsányi Ildikó: Gömöri népzene. Népzenei füzetek, Hangszeres népzenei példatár 3-7. Budapest, 1994
- Az Ipoly mente hagyományos zenei kultúrájáról. in: Börzsönyvidék 2. 1-8. Szob 1996
- Utolsó Éden CD-antológia, szerkesztő (Etnofon, Budapest) 1998
- Hagyományos hangszeres zenepedagógia. in: Hon-és népismeret, néphagyomány az oktató-, nevelőmunkában. (szerk. Karácsony Molnár Erika, Kraiciné Szokoly Márta) 137-142. Budapest
- Sok szép napot, éjszakával c. lemez zenei szerkesztője (Honvéd kiadás, Budapest) 2000 „A kutyadudának a nótája” – A dudazene stílusa és előadásmódja a vonószenekarok gyakorlatában. in: Zenetudományi Dolgozatok 1999, 11–25. Budapest
- Hegyeknek völgyében, virágoknak mezejében – népzenei CD-antológia, zenei rendező, szerkesztő (Fonó Records, Budapest) 2001
- A duda, a furulya és a kanásztülök – A magyar hangszeres zene folklórja (szerkesztő), Planétás kiadó, Budapest
- A mesterség hagyományos elsajátítása a cigányzenészek körében (szlovákiai magyar példák), Fórum Társadalomtudományi Szemle, Pozsony 2002
- Mixtura Cultivalis – CD lemez, bevezető tanulmány, zenei szerkesztő (FA-908-2, Fonó Records, Budapest) 2003
- Néhány szó a hagyomány megkerülhetetlenségéről. In: Az Európai Unió agrárgazdasága-AgraEconomy of the European Union. VIII. Évf. 12. sz. 5–6. o. 2004
- Kürti bandák. A Vág-Garam köze népzenéje. Hagyományok Háza - Timp kiadó, Budapest
- Ördöngös muzsikusok a Felföld hagyományos zenei kultúrájában In: Az Idő rostájában. Tanulmányok Vargyas Lajos 90. születésnapjára II, 79–118. o. L' Harmattan, Budapest
- A társadalmi dimenziók és a hagyomány megkerülhetetlensége. In: Mester és tanítvány III. 2004. augusztus, 158-165. o. Gyökerek és szárnyak. In: Túlparton
- Bartók Béla műveiből és ezek népzenei előképeiből – CD lemez kísérő tanulmánya (HCD 32297, Hungaroton Classic, Budapest)

## Albumai
- Sok szép napot éjszakával – Honvéd Együttes, Budapest, 1998
- Árgyélus kismadár – Fonó Records, Budapest, 2000 (Écsi Gyöngyivel)
- Musique de danse Hongroise – Buda Musique, Párizs, 2001
- Mixtura Cultivalis – Fonó Records, Budapest, 2002 (A párizsi Le Monde de la Musique című tekintélyes zenei szaklap ezt a lemezüket a Choc de l'année díjjal tüntette ki, így az Magyar Állami Hangversenyzenekar mellett ők e megtisztelő elismerés második magyar tulajdonosai.
- Túlparton – Hungaroton Classic, Budapest, 2004 (Szabadi Vilmos és Gulyás Márta közreműködésével)[3]
- 2005 karácsonyára kiadott első szólólemeze: Kilencz Ballada – Fonó, Budapest[4]